# Rock You Like a Hurricane
"Rock You Like a Hurricane" là một trong những ca khúc nổi tiếng của ban nhạc heavy metal Đức Scorpions. Ca khúc được phát hành là bài hát thứ hai của album năm 1984 của họ Love at First Sting. Album này cũng có nhiều bài hit khác, tiêu biểu như bản power ballad nổi tiếng "Still Loving You".